# جامعة أوغسبورغ
جامعة أوغسبورغ (بالألمانية: Universität Augsburg) هي جامعة حكومية في مدينة أوغسبورغ ألمانيا، أُسِّسَت عام 1970 وتضم ثمان كليات.

## خلفية تاريخية[5][6]
أُسِّسَت جامعة أوغسبورغ في عام 1970 واحدةً من الجامعات الجديدة والحديثة في ولاية بافاريا، ويدرس فيها حوالي 20.000 طالب (بياتات الفصل الشتوي 2021/2022)، وبذلك تعتبر من الجامعات متوسطة الحجم من حيث عدد الطلاب. حوالي 20٪ من الطلبة الألمان الدارسين في الجامعة يأتون من خارج بافاريا، وفنسبة الطلبة الأجانب فيها حوالي 14٪ وهي بذلك تعتبر نسبة الطلبة الأجانب المسجلين فيها أكبر منها في الجامعات المماثلة.
في أبريل 1971، افتُتِح قسم اللاهوت الكاثوليكي، ثم في أكتوبر 1971 أضيفت كلية الحقوق، وفي 1972، تأسس قسم العلوم التربوية وثلاثة أقسام فلسفية. في عام 1977 تم إلغاء قسم العلوم التربوية و نُقل رؤساءه وممثلي الأقسام السابقين فيه إلى كليات الفلسفة الأولى (المسماة اليوم: كلية العلوم الفلسفية-الاجتماعية)، والثانية (المسماة اليوم: كلية الفلسفية - التاريخية) وكلية اللاهوت الكاثوليكية.
في أكتوبر 1981، افتُتِحَت كلية الرياضيات والعلوم الطبيعية، والتي بدأت بقسم الرياضيات فقط ومنذ عام 1989 أضيف إليها قسم الفيزياء. في عام 2003 أُسِّسَت كلية علوم الحاسوب التطبيقية، بعد أن كانت قد تأسست في عام 1997 كلية متعددة التخصصات لعلوم الحاسوب. كان التوسع الذي نوقش مرارًا وتكرارًا هو حول إنشاء كلية الطب، والذي رُفِض في البداية، نظرًا لوجود جامعتين في مدينة ميونيخ المجاورة بهما نفس التخصص، ثم في 1 ديسمبر 2016، تم إنشاء كلية الطب بالجامعة.
منذ منتصف الثمانينيات، أُسِّس عدد من المعاهد المشتركة بين الكليات، بما في ذلك للدراسات الكندية والأمريكية اللاتينية (1985/1986)، ثم للتاريخ الثقافي الأوروبي (عام 1990)، ثم لبحوث المواد والبيئة (عام 2000). في أبريل 2005 أنشِئ مركز مشترك بين كليات الجامعة، وهو مركز الأبحاث والتعاون لشؤون روسيا ووسط وشرق وجنوب شرق أوروبا ("ForumOst")، وفي اكتوبر 2022 أنشئ مركز مقاومة المناخ.

## كليات الجامعة
تتكون الجامعة من 8 كليات، وهي:
- كلية الاقتصاد والأعمال ( تأسست عام 1970)
- كلية الحقوق (تأسست عام 1971)
- كلية اللاهوت الكاثوليكي (تأسست عام 1971)
- كلية الفلسفة والعلوم الاجتماعية (تأسست عام 1972)
- كلية التاريخ وفلسفة اللغة (تأسست عام 1972)
- كلية الرياضيات والعلوم الطبيعية (تأسست عام 1981)
- كلية علوم الحاسوب التطبيقية (تأسست عام 2003)
- كلية الطب (تأسست عام 2016 ، تحت التطوير)

## المراكز والمعاهد المشتركة بين الكليات[10]
أُنشِئت العديد من المراكز والمعاهد المشتركة بين الكليات، وتقع معظمها في نفس الحرم الجامعة، عدى معهد علوم الحاسوب متعدد التخصصات ومعهد التاريخ الثقافي الأوروبي، فهما في مبنى الجامعة القديمة في حي أنتونز (أنتونسفيرتل).
- مركز تطبيقات المواد والبحوث البيئية (منذ أكتوبر 2000)
- مركز البحث والتعاون لشؤون روسيا، ووسط وشرق وجنوب شرق أوروبا ("ForumOst"، منذ /أبريل 2005 )
- معهد التاريخ الثقافي الأوروبي (منذ أكتوبر 1990)
- معهد علوم الحاسوب متعدد التخصصات (منذ أبريل 1997)
- معهد الدراسات الكندية (منذ ديسمبر 1985)
- معهد إدارة المواد الخام
- معهد الفلسفة
- معهد الدراسات الإسبانية والبرتغالية وأمريكا اللاتينية (منذ يناير 1986)
- مبادرة متعددة التخصصات للتعليم التجريبي
- مركز جاكوب فوجر - كلية الأبحاث للدراسات عبر الوطنية (JFZ) (منذ 2012)
- مركز علوم البيئة (منذ 2000)
- مركز تدريب المعلمين والبحث التربوي متعدد التخصصات (ZLbiB) (منذ 2014) ، المعروف سابقًا باسم المعهد المركزي للبحوث التعليمية والتدريس (منذ أبريل 1999)
- مركز التعليم الإضافي ونقل المعرفة (ZWW) (منذ 1974)
- مركز البحوث الصحية متعددة التخصصات (ZIG) (منذ 2014)
- مركز مقاومة المناخ (منذ 2020)
- شبكة إنتاج الذكاء الاصطناعي (منذ 2021)

## برامج النخبة
البرامج التي في إطار شبكة النخبة في بافاريا Elite Network of Bavaria:
- علوم المواد المتقدمة (ألغي)
- إدارة المالية والمعلومات (ألغي)
- أخلاقيات ثقافات النص
- بيئة التغيير العالمي
- الخطابات التاريخية عن الفن والصورة
- هندسة البرمجيات
- رياضيات متقدمة

البرامج التي في إطار شبكة التميز في الاتحاد الأوروبي:
- مواد وهندسة وظيفية متقدمة

## التوأمة مع الجامعات الأخرى
تحتفظ جامعة أوغسبورغ بشراكات مع جامعات عالمية شهيرة، كما يوجد لديها اتفاقيات تعاون مع أكثر من أربعين جامعة في أوروبا وآسيا وجنوب إفريقيا وأمريكا الشمالية وأمريكا اللاتينية. كما أن عدد برامج التبادل الأكاديمي (إيراسموس) المرتبط بالجامعة في تزايد مستمر، إذ يوجد حاليًا برامج تبادل مع أكثر من 130 جامعة في جميع أنحاء أوروبا.
وتختفظ الجامعة بعلاقات شراكة وثيقة بشكل خاص مع الجامعات الأربع التالية:
- جامعة بيتسبرغ (الولايات المتحدة)
- جامعة دايتون (الولايات المتحدة)
- جامعة أوسييك (كرواتيا)
- جامعة ياش ( رومانيا )
- جامعة الشرق الأقصى الحكومية للعلوم الإنسانية، خاباروفسك (روسيا)

## جوائز الجامعة
تمنح جامعة أوغسبورغ كل عامين جائزة جامعة أوغسبورغ للمصالحة والتفاهم بين الشعوب، للأشخاص الذين يقدمون مساهمات خاصة في قضايا المصالحة بين الشعوب والجماعات العرقية والمجتمعات الدينية. وحتى الآن تمنح الجائزة لكل من كارلا ديل بونتي، المحامية والسفيرة السويسرية، وريتشارد هولبروك، الدبلوماسي الأمريكي.
كما تمنح الجامعة كل سنتين إلى ثلاث سنوات، جائزة جامعة أوغسبورغ للدراسات الإسبانية والبرتغالية وأمريكا اللاتينية للإنجازات البحثية البارزة عن البلدان الناطقة باللغتين الإسبانية أو البرتغالية أو في نقل المعرفة حول هذه المنطقة. ومن بين من حصل على هذه الجائزة حتى الآن، الصحفي والتر هوبريش، والجغرافي الاقتصادي غيرد كولهيب، والعالم السياسي ديتر نوهلين.

## وصلات خارجية
- الموقع الرسمي الإلكتروني للجامعة